# 美國消費品安全委員會
消費品安全委員會（英語：Consumer Product Safety Commission, CPSC）是美國聯邦法《消費品安全法》規定的聯邦機構，直屬美國總統管轄，進行美國境內自製或進口銷售產品的品質安檢。
有權制定家用電腦/3C產品及家庭兒童相關商品的各種準則，審查合約正當性，性能/品質的擔保，非理性的消費者風險保護等職權。進口產品的安全標準和制定標準權力中也包含召回和維修商品的建議。